# مقتل جوليا مارثا توماس

إن مقتل جوليا مارثا توماس(بالإنجليزية: murder of Julia Martha Thomas)‏، يطلق عليه اسم لغز بارنز أو جريمة ريتشموند من قبل الصحافة، كانت واحدة من أعتى الجرائم في وقت متأخر من القرن 19 في بريطانيا. توماس، وهي أرملة في الخمسينات من عمرها عاشت في ريتشموند في جنوب غرب لندن، اغتيلت في 2 مارس 1879 من قبل خادمتها، كيت ويبستر، وهي أيرلندية البالغة من العمر 30 عاما ولها تاريخ من السرقة. تخلصت ويبستر من الجسم عن طريق تمزيقه، وقامت بغلي اللحم قبالة العظام، ورمت معظم ما تبقى في نهر التايمز. وزعم أنه، على الرغم من أن ذلك لم يثبت أبدا، أنها عرضت الدهون إلى الجيران وأطفال الشوارع ك دهون وشحم. تم انتشال جزء من بقايا توماس في وقت لاحق من النهر. بقي رأسها مقطوعا وفي عداد المفقودين حتى أكتوبر 2010، عندما تم العثور على الجمجمة أثناء أعمال البناء التي يجري تنفيذها للسير ديفيد أتينبورو.
بعد القتل، لعبت ويبستر دور توماس لمدة أسبوعين، ولكنها كشفت فهربت إلى أيرلندا إلى منزل عمها في كيلان بالقرب من إينيسكورثى، مقاطعة ويكسفورد. لكن ألقي القبض عليها في 29 مارس وعادت إلى لندن، حيث قدمت إلى محكمة في اولد بيلي في يوليو 1879. وفي نهاية المحاكمة التي استمرت ستة أيام أدينت وحكم عليها بالإعدام بعد أن رفضت لها هيئة المحلفين محاولتها في اللحظة الاخيرة لتفادي عقوبة الإعدام مرافعة بوجود الحمل. اعترفت أخيرا بجريمة القتل في الليلة السابقة لإعدامها شنقا، في 29 يوليو، في سجن واندسوورث. وجذبت القضية الاهتمام الجماهيري الكبير وغطيت على نطاق واسع من قبل الصحافة في بريطانيا العظمى وأيرلندا. وكان سلوك ويبستر بعد وقوع الجريمة وأثناء المحاكمة، قد زاد من السمعة السيئة لذلك الجرم.

## خلفية تاريخية

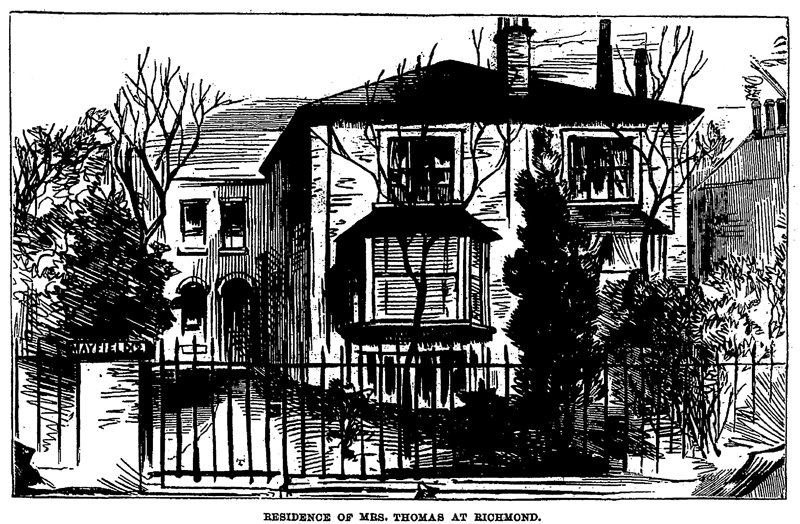
مايفيلد بيت منزل جوليا مارثا توماس في ريتشموند. عاشت في الجزء الأيسر (عدد 2) للفيلا شبه منفصلة

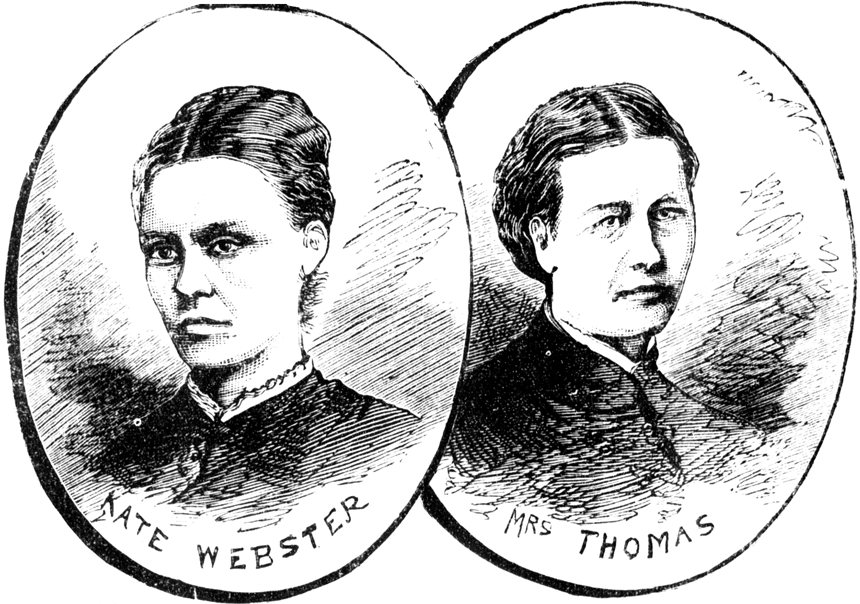
كيت ويبستر (يسار) وجوليا مارثا توماس (يمين)

كانت جوليا مارثا توماس وهي معلمة سابقة قد ترملت مرتين. منذ وفاة زوجها الثاني في عام 1873 عاشت لوحدها في 2 مايفيلد كوتاج (المعروفة أيضا باسم2 فاين كوتاج) في شارع بارك في ريتشموند. كان منزلا من طابقين شبه منفصلين فيلا بنيت من الحجر الرمادي مع حديقة في الأمام والظهر. كانت المنطقة غير مليئة بالسكان بشكل كبير في ذلك الوقت، على الرغم من أن منزلها كان قريب من بيت شعبي الذي كان يدعى ثقب في الجدار. 
وُصفت توماس من قبل طبيبها، جورج هنري رود، بأنها «سيدة صغيرة حسنة الهندام» وكانت تبلغ حوالي أربعة وخمسين سنة. ووفقا لإليوت أودونيل، الذي لخص حسابات معاصرة في مقدمته لنسخة من محاكمة ويبستر، فقال إن توماس كان لها «مزاج منفعل» قابل للاستثارة وكانت تُعتبر من قِبل جيرانها غريبة الأطوار. كثيرا ما سافرت، ولم تترك لأصدقائها وجيرانها عِلم بمكان وجودها لمدة أسابيع أو أشهر في كل مرة. وكانت عضوا الطبقة الوسطى الدنيا وبطبيعة الحال ليست من الأثرياء، لكنها عادة ماكانت ترتدي في الرواح والغدو المجوهرات لإعطاء الانطباع بالازدهار. كانت رغبتها في توظيف خادمة منزلية مستديمة في الأرجح كما تفعل الكثيرات. ومع ذلك، كان لديها سمعة كونها صاحب العمل القاسية ولها عادات غير منتظمة مما يعني أن لديها صعوبة في العثور على الموظفين والاحتفاظ بهم. قبل عام 1879 كانت غير قادرة على الاحتفاظ بخادمة واحدة لأية مدة من الزمن.
في 29 كانون الثاني 1879، إتخذت توماس كيت ويبستر خادمة لها. وكانت ويبستر قد وُلدت باسم كيت وولر في كيلان في مقاطعة ويكسفورد في حوالي 1849. وقد وصفتها لاحقا صحيفة دايلي تيليغراف بأنها امرأة "طويلة القامة، قوية البنيان تبلغ حوالي 5 قدم 5 بوصة (165 سـم) في الطول مع بشرة شاحبة مليئة بنمش كثير وأسنان كبيرة وبارزة." تفاصيل حياتها المبكرة غير واضحة، ولها العديد من التصريحات في وقت لاحق أثبتت السيرة الذاتية أنها لا يمكن الاعتماد عليها، لكنها ادعت أنه قد تم زواجها من قبطان البحر يسمى ويبستر وقد أنجبت منه أربعة أطفال. وفقا لروايتها، كل الأطفال قد لقوا حتفهم، كما لقي زوجها نفس المصير، في غضون فترة زمنية قصيرة من بعضهم البعض. وهي قد سُجنت بتهمة السرقة في ويكسفورد في ديسمبر عام 1864، عندما كان عمرها حوالي 15 سنة،  وجاءت إلى إنجلترا في عام 1867. وفي فبراير 1868 حكم عليها أربع سنوات من الأشغال الشاقة بتهمة ارتكاب نفس الجريمة في ليفربول 
أُطلق سراحها من السجن في يناير 1872 وبحلول العام 1873 كانت قد انتقلت إلى روز جاردينز في هامرسميث، لندن حيث كونت صداقات مع عائلة مجاورة تدعى بورتر  في 18 أبريل 1874 أنجبت ابناً، وأسمته جون جورج ويبستر، في كينغستون على نهر التايمز. هوية الأب كانت غير واضحة، لأنها قامت بتسمية ثلاثة رجال مختلفين في أوقات مختلفة. كان واحدا، رجلا يدعى سترونج، شريكها في مزيد من عمليات السطو والسرقات. وادعت لاحقا أنها أضطرت إلى الجريمة لأنه قد «تخلى عنها، وارتكبوا جرائم لغرض الدعم النفسي وتربية الطفل». انتقلت كثيرا في جميع أنحاء غرب لندن باستخدام أسماء مستعارة مختلفة، بما في ذلك ويب، ويبستر، جيبس، جيبونز ولولر. وبينما كانت تعيش في تدينغتون أُلقي القبض عليها وأُدينت في مايو 1875 من خلال 36 تهمة بالسرقة. وحكم عليها بالسجن لثمانية عشر شهراً في سجن واندسوورث. لم يمض وقت طويل بعد خروجها من السجن أٌعتقلت مرة أخرى لإدانتها بالسرقة وحكم عليها بالسجن لمدة اثني عشر شهراً أخرى في فبراير 1877. كان إبنها الصغير مثار اهتمام ورعاية بواسطة سارة كيرييز، في غيابها وهي إحدى الصديقات التي كانت تعمل في خدمة ملكة جمال لودر في ريتشموند.
في يناير 1879 سقطت سارة كيرييز مريضة وقامت ويبستر ووقفت لها كبديل مؤقت في منزل في لودر.وكانت لودر تعرف جوليا مارثا توماس كصديقة وكانت على علم برغبتها في العثور على خادمة منزلية. وأوصت ويبستر بالذهاب إليها على أساس العمل المؤقت لها كخادمة.  عندما التقت توماس مع ويبستر، أخبرتها انها تود أن تعمل لها على الفور، على الرغم من أنها لم تظهر أية رغبة في معرفة أية استفسارات حول طابع ويبستر أو الماضي الخاص بها. بعد التحاق ويبستر بالعمل لدى توماس، فقد ظهر أن العلاقة بين المرأتين قد تدهورت بسرعة. توماس كرهت بشدة نوعية العمل الذي تقوم به ويبستر، وكثيرا ما انتقدتها عليه. وقالت ويبستر في وقت لاحق:
« في البداية اعتقدت أنها سيدة مسنة لطيفة،... ولكنني وجدتها مرهقةً للغاية، وأنها كانت تفعل أشياء كثيرة لإزعاجي أثناء عملي. كنت عندما أنتهي من عملي في الغرفة فإنها كانت قد اعتادت على الذهاب مرة أخرى حيث تشير إلى الأماكن التى كنت قد انتهيت منها حيث تدعى أنها لم تكن نظيفة، وتظهر أدلة على وجود روح سيئة تجاهي. 
»
ويبستر بدورها أصبحت مستاءة جدا من توماس، لدرجة أن توماس حاولت إقناع أصدقاءها بالبقاء معها لأنها لم ترغب في أن تكون وحدها مع ويبستر. وقد رتبت الأمورعلى أن ويبستر سوف تترك الخدمة لدى توماس في 28 فبراير شباط.  سجلت توماس قرارها على ما كان قد بدا كونه آخر يومياتها: «أعطى إنذارا بمغادرة كاثرين».

## القتل والتخلص من الجسم

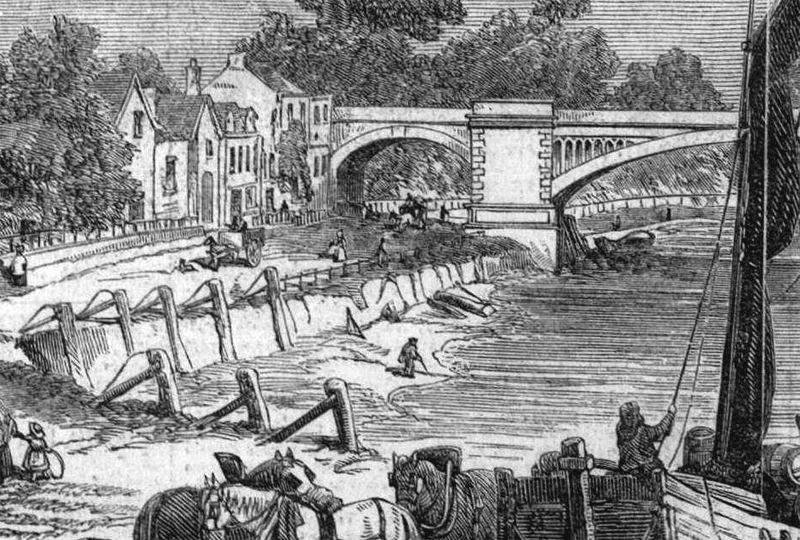
ضفة نهر التايمز أسفل جسر سكة حديد بارنز، حيث تم العثور على صندوق يحتوي بقايا توماس في 5 مارس 1879 بعد أن ألقيت في النهر في اليوم السابق من قبل ويبستر

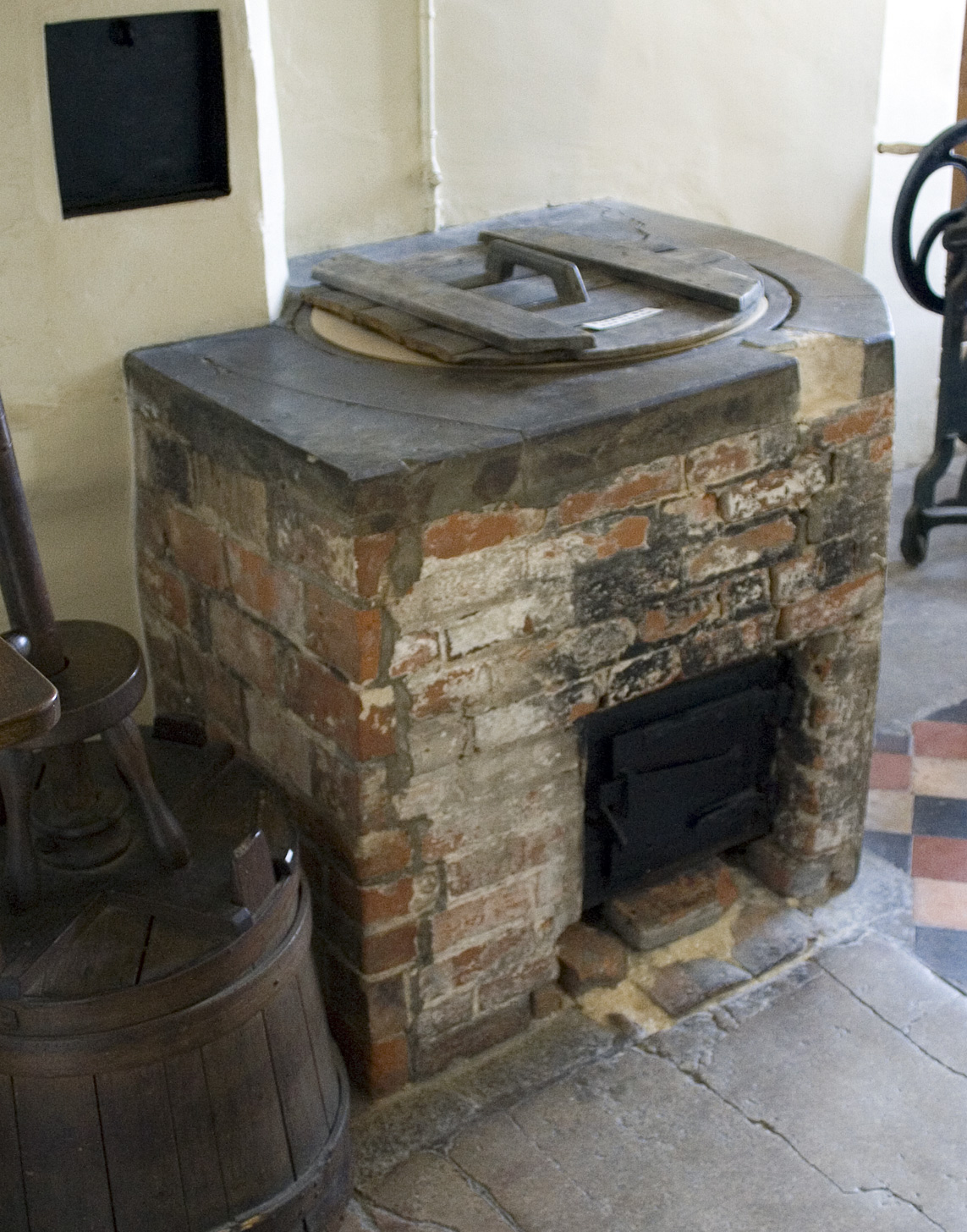
صورة إناء الغسيل النحاسي المبطن بالطوب، مع غطاء مستدير في أعلاه وموقد أدناه للنار

أقنعت توماس ويبستربإبقائها ثلاثة أيام أخرى، حتى الأحد 2 مارس المقبل. وقالت انها يوم الأحد بعد الظهر سوف تتوقف عن العمل لمدة نصف يوم وكان من المتوقع أن تعود في الوقت المناسب لمساعدة توماس على الاستعداد للخدمة المسائية في الكنيسة المشيخية المحلي. في هذه المناسبة، ومع ذلك، زارت ويبستر نادى المزر وعادت في وقت متأخر، وتأخر رحيل توماس. تشاجرت المرأتان وأفاد عدد من أعضاء الجماعة أن توماس كان قد ظهرت «مهتاجة جدا» عند وصولها إلى الكنيسة. وقالت لزميل من المصلين انها قد تأخرت بسبب «إهمال خادمتها العودة إلى المنزل في الوقت المناسب»، وقالت أن ويبستر «قد إنخرطت في حالة اضطراب عنيف» عند توبيخها. عادت توماس إلى منزلها من الكنيسة في وقت مبكر، حوالي 9 مساء، وقامت بمواجهة ويبستر. وفقا لاعتراف ويبستر في نهاية المطاف:
« جاءت السيدة توماس وذهبت إلى الطابق العلوي. صعدت بعدها، وكان بيننا جدال، الذي تطور إلى مشاجرة، وفي ذروة غضبي وهياجي رميت بها من أعلى الدرج إلى الطابق الأرضي. وكان سقوطها ثقيلا، وأنا في ذروة انفعالي من ما حدث، فقدت السيطرة على نفسي، ولمنعها من الصراخ وحصول ورطة لى، أمسكت بها من قبل الحلق، وفي غمرة الصراع كانت قد إختنقت، وقمت بإلقاءها على الأرض.
»
الجيران، منهم امرأة اسمها ايفيس (وهي كانت صديقة توماس) ووالدتها قد سمعتا دوي شئ مثل سقوط كرسي ولكنهما لم تكترثا في ذلك الوقت. وفي الغرفة التالية، بدأت ويبستر التخلص من الجسم عن طريق تمزيقه وغلي أجزاءه في إناء الغسيل النحاسي وحرق العظام في الموقد. في وقت لاحق وصفت تصرفاتها:
« أنا مصممة على التخلص من الجسم بقدر استطاعتي. أنا فصلت الرأس عن الجسم بمساعدة سكين الذي اعتدت على تقطيع اللحوم به . وأردت أيضا استخدام منشار اللحوم وسكين النحت لقطع أجزاء الجسم الداخلية. أعددت الإناء النحاسي مع الماء لغلي الجسم فيه لطمس الهوية؛ وبمجرد أن نجحت في تقطيع الجسم تماما قمت بوضعه في الإناء النحاسي وقمت بغليه. فتحت المعدة بإستعمال سكين النحت، وقمت بحرق أكبر قدر من أجزاء بقدر ما استطعت .
»
لاحظ الجيران رائحة كريهة غير عادية.  وتحدثت ويبستر في وقت لاحق كيف أنها كانت "قد أحبطت إلى حد كبير، سواء من المشهد الفظيع أو من رائحة التعفن". ومع ذلك، فإن النشاط في منازل 2 مايفيلد لا يبدو خارجا عن المألوف، كما جرت العادة في كثير من الأسر لغسل حوائجهم الذي يبدأ في وقت مبكر صباح الاثنين. على مدى اليومين التاليين واصلت ويبستر تنظيف المنزل وملابس توماس وتظاهرت باظهار الحياة الطبيعية للأشخاص الذين أمروا بطلبيات. وراء الكواليس كانت تعبأ اوصال توماس المقطعة في حقيبة سوداء غلادستون وغطاء خشبي مربوط بالحبال. لم تكن ويبستر قادرة على إدخال رأس الضحية وإحدى قدميها في الحاوية وللتخلص منهما على حدة، ألقت بالقدم على كومة القمامة في تويكنهام. ودفنت الرأس تحت اسطبلات حانة 'ثقب في الجدار' على مسافة قصيرة من منزل توماس "، حيث أُكتشف 131 عاما فيما بعد.
يوم 4 مارس، سافرت ويبستر إلى هامرسميث لرؤية الجيران القدامى، آل بورتر، ومنهم من لم تره لمدة ست سنوات. أرتدت فستان توماس الحريري وحملت حقيبة غلادستون التي كانت قد امتلأت ببعض بقايا توماس، قدمت ويبستر نفسها لآل بورتر باسم «السيدة توماس». وادعت أنه منذ اجتماعها الأخير بأن بورتر، بأنها تزوجت وأنجبت طفلاً، وترملت، وكانت قد ترملت وتركت عمتها لها منزلاً في ريتشموند. ودعت بورتر وابنه روبرت إلى حانة أكسفورد وكامبريدج آرمز في بارنز  على طول الطريق قامت بالتخلص من الحقيبة التي كانت تحملها، ربما عن طريق إسقاطها في نهر التايمز، بينما كان آل بورتر يشربان داخل الحانة. لم يتم استردادها أبدًا. ويبستر حينئذ سألت الشاب روبرت بورتر إذا كان يمكن ان يساعدها لحمل الصندوق الثقيل من 2 من منازل مايفيلد إلى المحطة. وعندما عبروا ريتشموند بريدج، ألقت ويبستر الصندوق في نهر التايمز. كانت الفتاة قادرة على تفسير ذلك بكل بساطة ولم تثير الشكوك لدى روبرت.
في اليوم التالي، ومع ذلك، فقد تم العثور على الصندوق الذي جرفته الامواج في المياه الضحلة بالقرب من ضفة النهر على بعد نحو ميل من المصب.وقد لاحظ الصندوق هنري ويتلي، عتال الفحم، الذي كان يقود عربته ماضيا في طريقه إلى جسر بارنز للسكك الحديدية قبل السابعة صباحا بقليل. كان يعتقد في البداية أن الحمولة قد تحتوي على عائدات عملية سطو. قام برفع الصندوق من المياة وفتحه، ووجد أنه كان يحتوي على ما يشبه أجزاء الجسم ملفوفة في ورق بني. وذكرت تقارير ان الاكتشاف قد وضع على الفور أمام الشرطة وتم فحص الرفات من قبل طبيب، الذي وجد أنها تتكون من جذع (ناقص الاحشاء) وساقين (ناقصة قدما واحدا) لإمرأة. ولكن رأس الجثة كان مفقوداَ، وكان يفترض في وقت لاحق أنه قد أُلقي في النهر بشكل مُنفصل من قبل ويبستر. في نفس الوقت تقريبا، تم العثور على قدم وكاحل بشري في تويكنهام. على الرغم من أنه كان واضحا أن كل البقايا تنتمي لنفس الجثة، لم يكن هناك شيء لربطها مع توماس وأي وسيلة للتعرف على رفات الضحية. الطبيب الذي فحص أجزاء الجسم في عجالة نسبها عن طريق الخطأ إلى «شخص شاب ذو شعر داكن جدا». بعد التحقيق في 10-11 مارس اذار والتي أسفرت عن حكم مفتوح لسبب الوفاة،  وضعت البقايا المجهولة الهوية للراحة في مقبرة بارنز يوم 19 مارس. أطلقت الصحف عليها اسم القتل غير المبررة «لغز بارنز»، وسط تكهنات بأن الجسم قد أُستخدم للفحص والدراسة التشريحية.

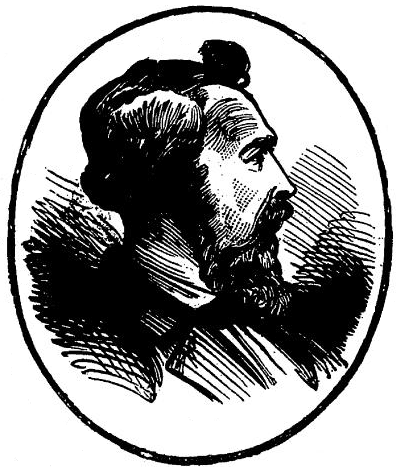
جون تشيرش، الذي اشترى الأثاث الذي يخص توماس من ويبستر وهو من تورط زورا من قبل بستر بتهمة القتل

 وزُعم فيما بعد أن ويبستر عرضت وعاءين من شحم الخنزير إلى أحد الجيران، من المفترض أنها صيرتها من دهون توماس المغلية. ومع ذلك، لم يتم تقديم أي دليل عن ذلك. في محاكمة لاحقة يبدو من المرجح أن القصة هي مجرد أسطورة، لا سيما أنه قد ظهرت عدة نسخ من القصة في الوجود. ادعت مالكة من حانة قريبة أن ويبستر زارت حانتها وحاولت بيع ما وصفته ب «أفضل دهن مستخلص». وعلق ليونارد ريجنالد جريببيل، وهو كاتب على الجريمة، أن «ليس هناك أي دليل مقبول أن مثل هذا البيع المثير للاشمئزاز تم على الإطلاق، والأهم من ذلك أن هذه الحلقة تنتمي بحق إلى بقية المجموعة الواسعة من القصص الملفقة التي تراكمت، وليس بصورة غير طبيعية، حول أشخاص وأفعال المجرمين الشهيرة.»
واصلت ويبستر العيش في منازل 2 مايفيلد في حين تظاهرت بأنها هي توماس، وارتدت ملابسها وتظاهرت بأنها صاحبة العمل وتعاملت مع التجار تحت هويتها المفترضة حديثا. في 9 آذار توصلت إلى اتفاق مع جون تشيرش، وهو مواطن محلي، كى تبيعه أثاث توماس وغيرها من السلع ليُنشأ حانة له باسم 'الشمس المشرقة'. وافق على دفع 68 جنيها إسترلينى لها مع دفع معجل بقيمة 18 جنيه استرليني في وقت مبكر. بحلول الوقت الذي وصلت فيه عربات الإزالة يوم 18 مارس، كانت ويبستر قد أصبحت مشبوهة بالنسبة للجيران على نحو متزايد لأنهم لم يروا توماس لمدة أسبوعين تقريبا. طلبت جارتها ميس آيفيس من موصلو الطلبات عن من أمر بإزالة البضاعة. فأجابوا «السيدة توماس»، وأشاروا إلى ويبستر. مُدرِكةً أنها قد إنكشفت، هربت ويبستر على الفور، واستقلت قطارا إلى ليفربول وسافرت من هناك إلى منزل عائلتها في إينيسكورثى.
وفي الوقت نفسه، أدرك تشيرش أنه خدع. عندما ذهب لتسليم ملابس توماس في الشاحنة وجد رسالة موجهة إلى توماس الحقيقية. تم استدعاء الشرطة للبحث في منازل 2 مايفيلد. هناك اكتشفوا بقع الدم، وعظام الأصابع المحترقة في موقد والبقايا الدهنية المتخلفة في الإناء النحاسي، فضلا عن رسالة من ويبستر تحدد عنوان منزلها في ايرلندا فقط. وضعوا على الفور إشارة «المطلوبين» تعطي وصفا لويبستر وابنها.
وسرعان ما اكتشفت المباحث بسكوتلاند يارد أن ويبستر فرت إلى أيرلندا على متن باخرة مسيرة بالفحم في صحبة ابنها الصغير. أدرك شرطي رئيس الشرطة الملكية الايرلندية (RIC) في يكسفورد أن المرأة التي تبحث عنها شرطة سكوتلاند يارد كانت هي نفس الشخص الذي اعتقلته قواته منذ 14 عاما بتهمة السرقة. كانت الشرطة الملكية الايرلندية قادرة على تتبعها إلى مزرعة عمها في كيلان بالقرب من إينيسكورثى  واعتقلتها هناك يوم 29 مارس. واقتيدت إلى كينغستاون (الحديثة دون لاوجير)، ومالبثت أن سافرت، في عهدة رجال شرطة سكوتلاند يارد، وعادوا بها إلى ريتشموند عبر هولي هيد. وعندما أحيط علما بالجريمة التي أُتهمت فيها رفض عمها إعطاء المأوى لابنها وأرسلت السلطات الصبي إلى إصلاحية محلية، إلى أن يحين الوقت ليمكن العثورعلى مكان له في إحدى المدارس الصناعية.

## محاكمة ويبستر والقصاص منها

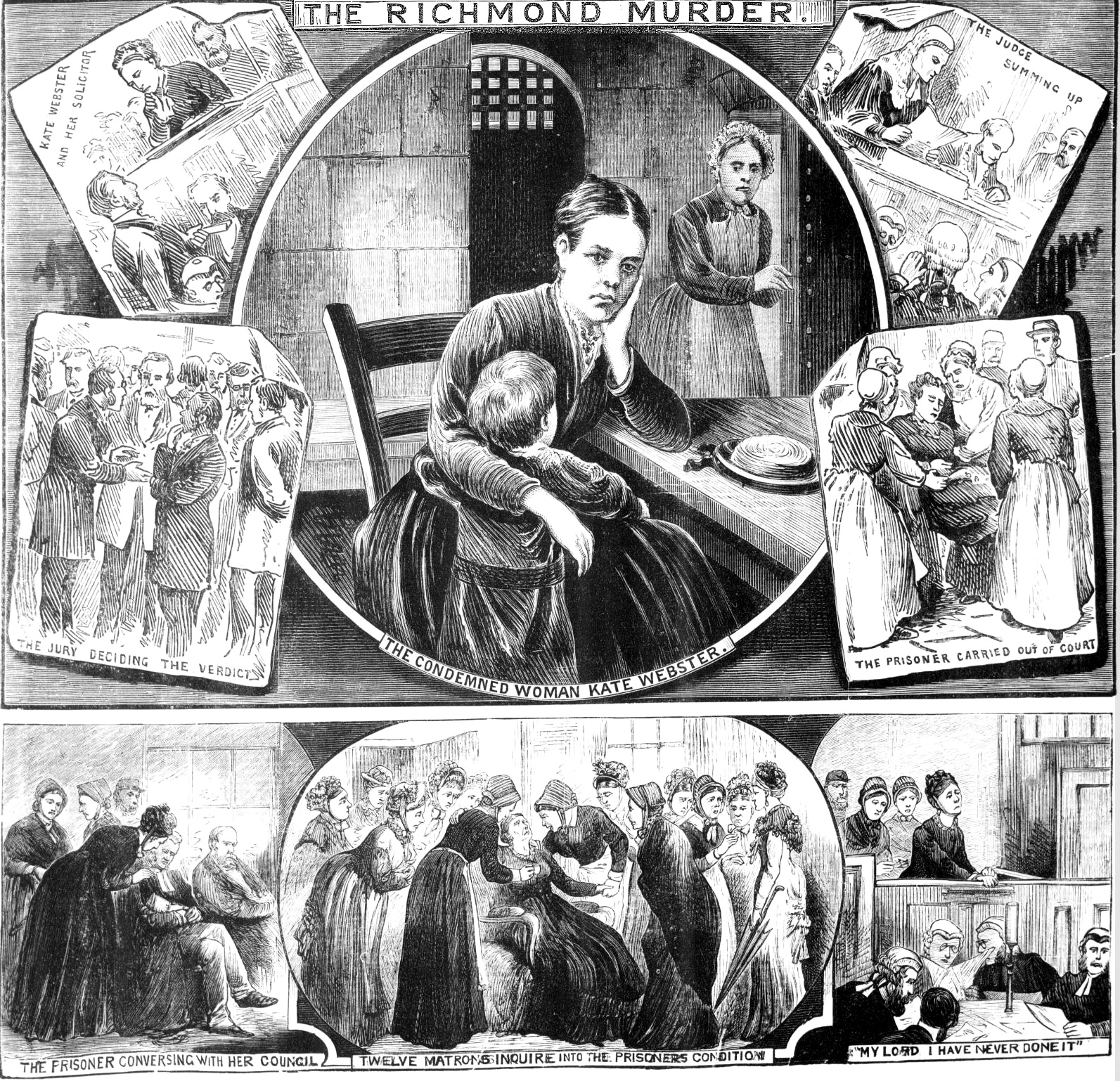
من تصوير اأخبار الشرطة المصورة 'المحاكمة وإدانة كيت ويبستر

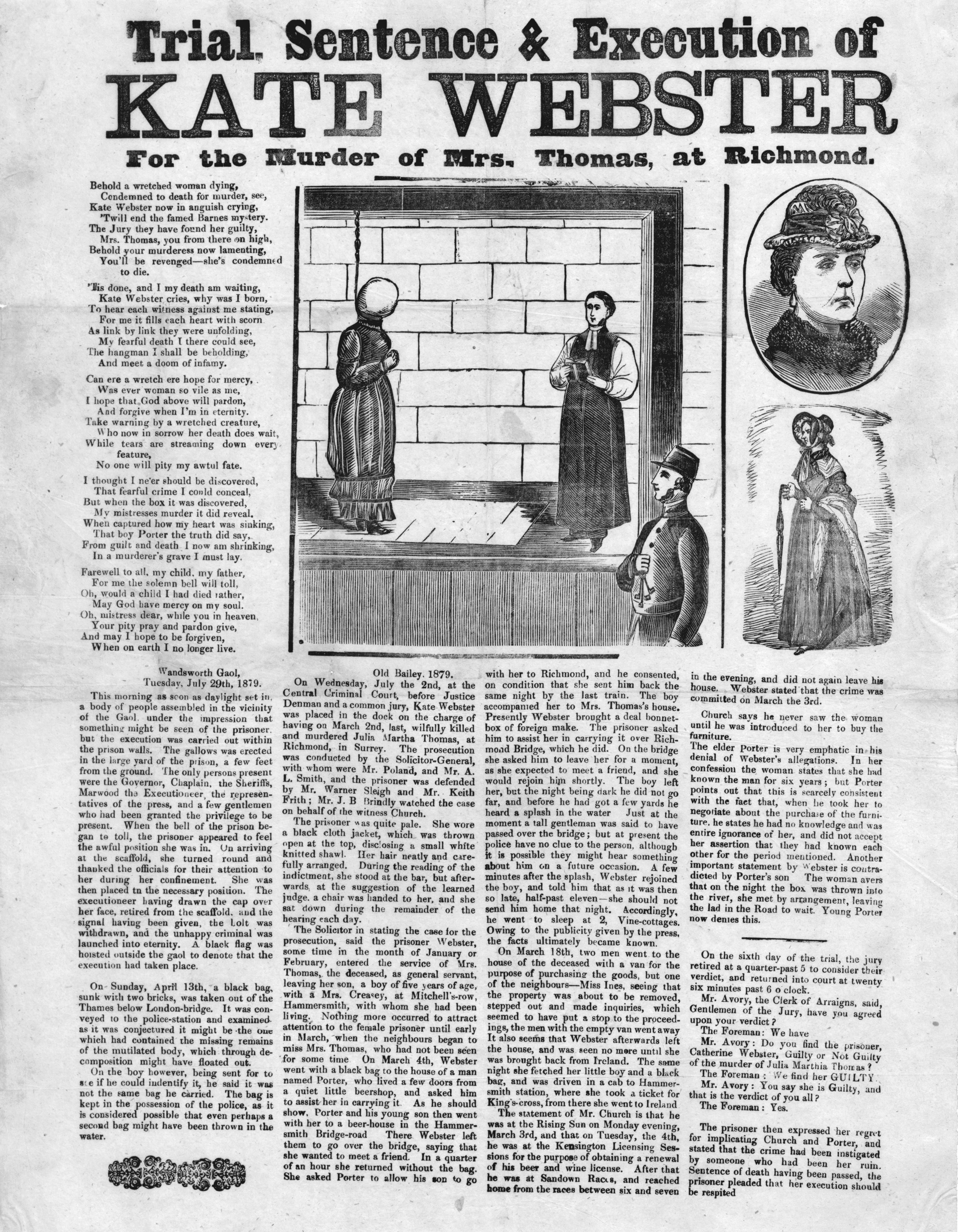
انتقادات مجهولة نشرت في 'كاليفورنيا' يوليو 1879 في ذكرى المحاكمة، وتنفيذ الحكم بإعدام ويبستر

تسببت جريمة القتل في ضجة كبيرة على كلا الجانبين من البحر الأيرلندي. عندما اندلعت الأخبار، وسافر كثير من الناس إلى ريتشموند للنظر في منازل مايفيلد. كانت الجريمة مجرد شئ سيئ السمعة كما هو الحال في ايرلندا. كما سافرت ويبستر تحت الإقامة الجبرية من إينيسكورثى إلى دبلن، تجمعت حشود من النظارة تحدق في في وجهها في كل محطة تقريبا بين البلدتين. "وحضر جلسات الاستماع لقضاة ما قبل المحاكمة " العديد من الأشخاص المميزين والفضوليين... بما في ذلك عدد غير قليل من السيدات "، وفقا لمانشستر غارديان. 'ذكرت' نيويورك تايمز 'أن أول ظهور لويبستر في ريتشموند في قاعة المحاكمة كان في استقبال "حشد هائل أمس في محيط المبنى ... وسادت الإثارة بدرجة كبيرة جدا."
ذهبت ويبستر للمحاكمة في المحكمة الجنائية المركزية - في أولد بيلي - يوم 2 يوليو 1879. وفي علامة على المصلحة العامة الكبيرة التي أثارتها هذه القضية، كان من يترأس النيابة العامة المحامي العام، السير هاردينغ جيفارد. وكان يدافع عن ويبستر محام بارز من لندن، وارنر سلايف، وترأس المحكمة السيد جاستيس دنمان. وكان حضور المحاكمة جيدا تتحلى بالعدل مثل جلسات الاستماع السابقة في ريتشموند واجتذبت اهتماما كبيرا من جميع مستويات المجتمع. في اليوم الرابع من المحاكمة، ولي عهد السويد - ملك المستقبل جوستاف الخامس- ظهر لمشاهدة وقائع الجلسات.
على مدار ستة أيام، استمعت المحكمة إلى سلسلة من شهود العيان ليسردوا قصة معقدة لكيفية وصول توماس إلى حتفها. قد حاولت ويبستر قبل المحاكمة توريط جون تشيرش وجارها السابق بورتر، ولكن كلا من الرجلين قدما أعذارا صلبة وتم إستبعادهم من أي تورط في القتل. عادت ودفعت ببراءتها ودفاعها سعى إلى التأكيد على طبيعة الأدلة الظرفية وأبرز أن حبها الشديد لابنها هو السبب الذي يجعلها بمنأى عن اقتراف جريمة كهذه. ومع ذلك، فإن انحسار شعبيتها بصفة عامة، ومظهرها الصامت ودفاعها الهزيل كل ذلك يحسب في غير صالح ويبستر. وجاءت أدلة دامغة من صانعة القالنسوات وتدعى ماريا دوردن التي روت للمحكمة ان ويبستر قد زارتها قبل أسبوع من القتل وقالت إنها على وشك أن تبيع بعض الممتلكات في برمنغهام، وبعض المجوهرات ومنزل خالتها التي تركته لها.وخلصت لجنة المحلفين تفسير ذلك على أنه علامة على أن ويبستر قد إقترفت جريمة قتل مع سبق الإصرار وتم إدانتها بعد مداولات استمرت نحو ساعة وربع.
بعد فترة وجيزة أجلت هيئة المحلفين حكمها وكان القاضي على وشك تمرير النطق بالحكم، سئلت ويبستر إذا كان هناك أي سبب يؤجل أن يتم تمرير حكم بالإعدام عليها. ناشدت القاضي بأنها حامل في محاولة فيما يبدو لتفادي عقوبة الإعدام. 'القانون تايمز 'أبرزت تقريرا قياسا على هذا المشهد من عدم اليقين، إن لم يكن من الارتباك، الذي تلى ذلك، في تلك المناسبة. «فقد علق القاضي أنه» بعد اثنين وثلاثين عاما في المهنة، قال انه لم يكن ابدا في تحقيق من مثل هذا النوع. «في نهاية المطاف اقترح كاتب الجنايات استخدام آلية قديمة من هيئة المحلفين، تشكل من بين مجموعة من النساء الذين حضروا المحكمة، في الحكم على مسألة ما إذا كانت ويبستر» مع الطفل سريع". وقد أدى اليمين اثنتا عشرة امرأة في مصاحبة جراح اسمه بوند، وأنهن رافقن ويبستر إلى غرفة خاصة لإجراء فحص أمراض النساء الذي لم يستغرق الا بضع دقائق. حيث أصدروا رأيا في عجالة أن ويبستر لم تكن "مع الطفل سريع«، رغم أن هذا لا يعني بالضرورة أنها ليست حامل التمييز الذي أدى برئيس جمعية قسم التوليد في لندن احتجاجا على استخدام» افتراض طبي عفى عليه الزمن أن الجنين ليس على قيد الحياة حتى ما يسمى ب 'تسارع.'
قبل بضعة أيام من الحكم بإعدام ويبستر المقرر أن يتم تنفيذه قدم آر .أى. كروس استئنافا نيابة عنها إلى وزير الداخلية. وقد رُفض ذلك مع بيان رسمي أنه بعد النظر في الحجج المقدمة من وزير الداخلية فقد «فشلنا في ايجاد أسباب كافية لتبرير نصح صاحبة الجلالة بالتدخل في المسار الطبيعي للقانون..»
قبل أن يتم إعدام ويبستر، أدلت ببيانين تعترف فيهما بالجريمة. في أوج انهيارها، قالت انها متورطة بشدة، وأن والد طفلها سترونج، التي قالت إنه قد شاركها في القتل وكان مسؤولا عن قيادته لها في حياة الجريمة. انه أنكر في 28 تموز، ليلة قبل أن كان من المقرر أن يتم تنفيذ الحكم بإعدامها، مما يجعل من بوضوح تأكيد تحملها المسؤولية كاملة وتبرئة بورتر وسترونج من أي تورط.  وشنقت في اليوم التالي في سجن واندسوورث في التاسعة صباحا، حيث الجلاد، وليام ماروود، وقد استخدم تقنية المطورة حديثا «تراجع طويل» للتسبب في الموت الفوري. بعد التيقن من وفاتها، دفنت في قبر غير معلم في إحدى ساحات السجن. وكان الحشد ينتظر خارج السجن يهلل كما تم رفع راية سوداء فوق أسوار السجن، مما يدل على أن حكم الإعدام قد نفذ.
أقيم مزاد لممتلكات توماس في منازل 2 مايفيلد في اليوم التالى بعد إعدام ويبستر. جون تشيرش، صاحب الحانة، تمكن من الحصول على أثاس توماس بعد كل شيء، جنبا إلى جنب مع العديد من المتعلقات الشخصية الأخرى بما في ذلك جيب الساعات والسكين التي قطعت بها أوصال توماس، والإناء النحاسي الذي تم فيه غلي جسم توماس بيعت كلها بمبلغ خمسة شلنات  الزوار الآخرين اكتفوا بأخذ الحصى الصغيرة والأغصان من الحديقة والهدايا التذكارية. المنزل نفسه ظل غير مأهولا حتى عام 1897، كما أن لا أحد يرضى بالعيش هناك بعد حادث القتل. حتى ذلك الحين، وفقا للخدم الذين يترددون للعمل في مثل هذا المكان سيئ السمعة. وترددت شائعات في وقت لاحق أن «شبحا غامضا» يمكن أن ينظر تحوم فوق المكان الذي دفنت فيه توماس.

## الأثر الاجتماعي للقتل

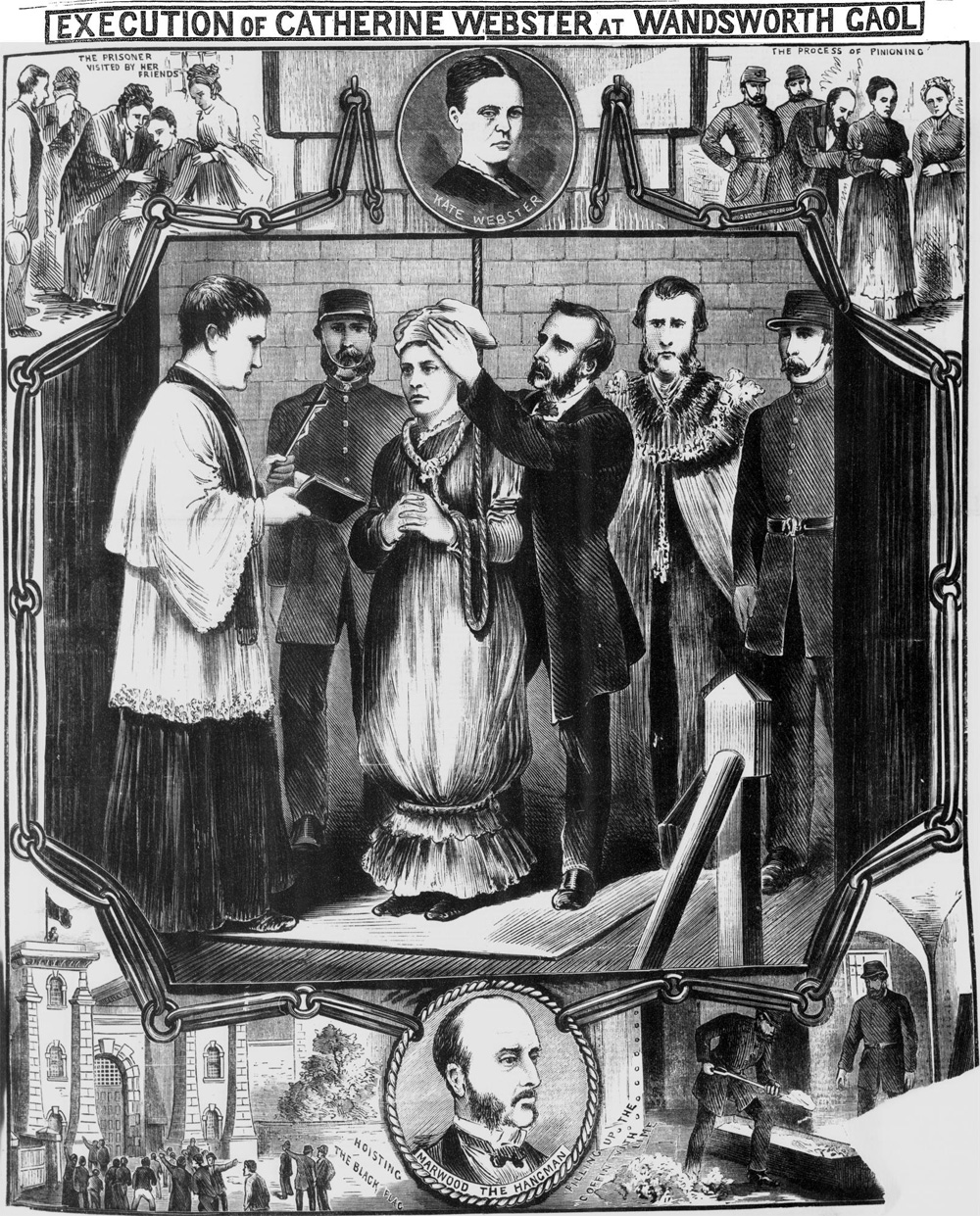
إعدام وبستر، كما هو موضح في رسم تذكاري في أخبار الشرطة المصورة

كان لجريمة القتل أثر اجتماعي كبير على بريطانيا الفيكتورية وايرلندا. تسبب في ضجة على الفور وعلى نطاق واسع في الصحافة. وأشارت 'مجلة فريمان اليومية ذات الإعلانات التجارية' 'من دبلن أن ما وصفته «بواحدة من أكثر الفصول المثيرة والفظيعة في تاريخ الشر البشري» أدى إلى الصحافة كانت «تعج بأوصاف وتفاصيل فظائع مروعة عن تلك الجريمة». هكذا كانت السمعة السيئة لويبستر: أنه في غضون أسابيع قليلة فقط من اعتقالها، وكذلك قبل محاكمتها، صنعت مدام توساندس دمية من الشمع لها وعرضتها على أولئك الذين يرغبون في رؤية «قاتلة ريتشموند». بقيت مرئية بشكل جيد حتى القرن العشرين إلى جانب القتلة سيئي السمعة الأخرين مثل بورك وهير وكريبين.
في خلال أيام وعن إعدامها، سارع ناشر مغامر في ستراند هرع إلى طباعة كتيب الهدايا التذكارية بسعر بنس واحد، يتناول "الحياة، والمحاكمة وإعدام كيت ويبستر"، والتي تم الإعلان بأنه كتيب "يضم عشرون صفحة جميلة"، تحتوي على تاريخها بأكمله، مع التلخيص، عن ملابسات الحكم، وتفاصيل مثيرة للاهتمام، إلى جانب كلماتها الأخيرة، والنقش على صفحة كاملة عن إعدامها، والرسوم التوضيحية إلخ." نشرت أخبار الشرطة المصورة غلافًا تذكاريًا يصور انطباع فنان عن يوم تنفيذ الإعدام. فإنه يصور "السجينة تزورها صديقاتها"، "عملية الترس"، الطقوس الأخيرة التي قيلت وتشمل "رفع العلم الأسود"، وأخيرا "تملأ التابوت بالليمون".
وقد احيت هذه القضية أيضا، الشارع من خلال القصص الموسيقية في حين كانت مجموعة الروايات لا تزال مستمرة، على لحن من الأغاني الشعبية.أصدر ه. سوش، وهو ناشر وطابع في ساوثوارك، أغنية بعنوان «القتل والتمثيل بلسيدة عجوز ة بالقرب بارنز» بعد فترة وجيزة منإلقاء القبض على كيت ويبستر، تم ضبطها على أنغام أغنية «قبل المعركة مباشرة، أمي»، وهي أغنية شعبية من الحرب الأهلية الأمريكية. في نهاية المحاكمة، صدرت حينئذ أغنية أخرى، على النغمة المشهورة التي تصدح، «انطلاقا من المنزل»:

في جريمة مروعة في ريتشموند في الماضي،

على كاثرين وبستر الآن تم القصاص،

حوكمت ووُجدت مذنبة وحُكم عليها بالموت.

من يد العدالة القوية أنها لا تستطيع الفكاك.

وقد حاولت كل الأعذار ولكن من دون جدوى،

عن هذا القتل وقالت حكايات كثيرة،

وقد حاولت القاء اللوم على الآخرين أيضا،

ولكن، مع كل حيلها الماكرة، في النهاية سقطت.

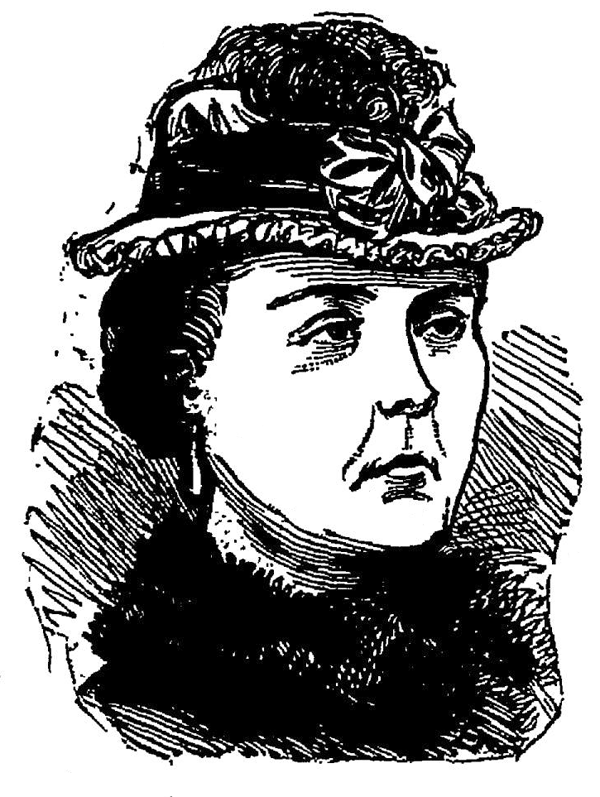
رسم لامرأة سوداء الشعر ترتدي طوق الفراء وقبعة صغيرة مزينة بالقوس والريش. كان مظهر ويبستر موضوع تعليق في الصحافة

وصفت ويبستر نفسها بأنها خبيثة، متهورة وشريرة متعمدة. رأى المعلقين أن جريمتها كانت شنيعة وفاضحة . وكان من المتوقع أن يكون احترامها تجاه مخدومتها لكن اقترافها العنف الشديد تجاه صاحبة عملها بدا مقلقاً للغاية . في ذلك الوقت، كان يعمل حوالي 40٪ من القوى العاملة النسائية كخادمات في المنازل لمجموعة واسعة جدا من المجتمع، من أغنى الأسر من الطبقة العاملة المحترمة. الموظفين وأصحاب العمل يعيشون ويعملون على مقربة، وكان الصدق والانتظام تجاه الموظفين سببا مستمرا للقلق. وكانت رواتب الموظفين سيئة جدا وكان إغراء السرقة حاضرا أبدا. نجحت ويبستر في اتمام الصفقة مع جون تشيرش لبيع أثاث توماس، وسعت لكسب ما يعادل من اثنتين إلى ثلاث سنوات بقيمة الأجور.
سبب آخر للاشمئزاز ضد ويبستر كان محاولتها انتحال شخصية توماس. وكانت قد تمكنت من ارتكاب الانتحال لمدة أسبوعين، مما يعني أن هوية الطبقة الوسطى قد بلغت أكثر قليلا من زراعة السلوك الصحيح وجود الملابس المناسبة والممتلكات، سواء كانت أو لم تكن قد حصلت. وكان جون تشيرش صاحب الحانة الذي حاولت ويبستر توريطه خادما سابقا الذي كان قد ارتفع إلى مكانة الطبقة الوسطى وحصل على قدر من الرخاء والإدارة الفعالة للحانة التي أدارها لنفسه. كان التزامه نفسه من خلال العمل الجاد تمشيا مع أخلاقيات الوقت. ويبستر، في المقابل، قد سرقت ببساطة هويتها التي عقدت لفترة وجيزة من الطبقة المتوسطة.
تفاقمت الجريمة في أذهان العديد من الفيكتوريين، كيف انتهكت وبستر معايير الأنوثة المتوقعة وفقًا لمعايير العصر الفيكتوري. المُثل العليا الفيكتورية ترى أن النساء عاطفيات، سلبييات وضعيفات جسديا أومقيدات.  كان ينظر إلى ويبستر على أنها عكس ذلك تمامًا وقد تم وصفها بطرق ساطعة أكدت افتقارها إلى الأنوثة. وصف إليوت أودونيل، في مقدمته للنص التجريبي، ويبستر بأنها «ليس مجرد وحش متوحشة ومروعة ... بل أكثر الشخصيات المروعة تألقاً، وهي شخصية شريرة وفريدة من نوعها بربرية لا تكاد تكون إنسانية».  وصفتها الصحف بأنها «هزيلة، وصائدة، وتافهة المظهر»، على الرغم من أن مراسلة صحيفة "بيني المصور وتايمز المصور" علقت بأنها «لم تكن مفضلة جدًا كما تم وصفها».
كان ينظر إلى مظهر وبستر وسلوكها كإشارات أساسية لتأصل طبيعتها الإجرامية. كان يُعتقد أن الجرائم أُرتكبت بواسطة «رواسب» اجتماعية في قاع المجتمع، انهمكت بنفسها «كمجرمين اعتياديين»، واختارت أن تعيش حياة من الشٌرب والسرقة بدلاً من تحسين نفسها من خلال التوفير والعمل الجاد.  إن بنيتها القوية، جزئياً كنتيجة للعمل البدني الشاق الذي كان مصدر رزقها، تتعارض مع فكرة الطبقة الوسطى إلى حد كبير وهي أن النساء كان من المفترض أن يكونن ضعيفات جسديًا.  رأى بعض المعلقين أن ملامح وجهها تدل على الإجرام ؛ علقت أودونيل على عينيها «عينان منحرفتان»، والتي أعلن أنها «غير موجودة بشكل متكرر في جرائم القتل. ... هذه الخصوصية، التي أعتبرها كافية في حد ذاتها، كإحدى إشارات الخطر الطبيعية، لتحذير الناس من الابتعاد عنها». 
سلوك وبستر في المحكمة وتاريخها الجنسي يحسب أيضاً ضدها. وصفها الصحفيون على نطاق واسع بأنها «هادئة» و«صلبة» في مواجهة المحكمة  وبكت فقط مرة واحدة أثناء المحاكمة، عندما تم ذكر ابنها.  وهذا يتناقض مع توقع أن المرأة «المؤنث بشكل صحيح» يجب أن تكون نادمة وعاطفية في مثل هذه الحالة.  خليفتها من الأصدقاء الذكور، واخد من الذين أنجبوا طفلهم خارج نطاق الزوجية، لمح بأن الحياة الجنسية الأنثوية  غير شرعية- مرة أخرى، تتعارض بشدة مع قواعد السلوك المتوقعة.  أثناء محاكمتها حاولت دون جدوى إثارة التعاطف من خلال إلقاء اللوم على سترونج، الأب المحتمل لطفلها، لتضليلها: «لقد قمت بتعارف حميم مع شخص كان ينبغي أن يحميني فأُخِذَ مِن قِبل الزملاء الأشرار وأصحاب السوء».  لعبت هذه المطالبة على التوقعات الاجتماعية التي تشير إلى أن المعنى الأخلاقي للمرأة يرتبط ارتباطًا وثيقًا بالعفة الجنسية - «السقوط» جنسيًا سيؤدي إلى أشكال أخرى من «الخراب» - وأن الرجال الذين تربطهم علاقات جنسية مع النساء حصلوا على التزامات اجتماعية يتوقع منهم للوفاء.  كما تسببت محاولة ويبستر في توريط ثلاثة رجال أبرياء في غضب ؛ وعلقت أودونيل أن «الرأي العام ككل، أدان بلا شك كيت ويبستر، ربما، بسبب محاولاتها جلب ثلاثة رجال أبرياء إلى السقالة كما فعل القاتل الفعلي نفسه». 
وفقًا لشاني ديكروز من شبكة أبحاث الجريمة النسائية، فإن كونها إيرلنديًا كان عاملاً مهمًا في الغضب الواسع النطاق تجاه ويبستر في بريطانيا العظمى. هاجر الكثير من الأيرلنديين إلى إنجلترا منذ المجاعة الكبرى عام 1849، لكنهم واجهوا تحاملًا واسع النطاق وارتباطات مستمرة بالجريمة والسكر. كان الأيرلنديون يُصَورون في أسوأ الأحوال على أنهم بدائيون وغير إنسانيين، وكانت هناك حوادث عنف متكررة بين العمال الأيرلنديين والإنجليز فضلاً عن الهجمات التي شنها الفينانيون (القوميون الأيرلنديون) في إنجلترا. إن شيطنة ويبستر على أنها «بشرية بالكاد»، على حد تعبير أودونيل، كان جزءًا من التصورات العامة والقضائية للأيرلنديين بأنها إجرامية بحتة. 

## اكتشاف جمجمة توماس

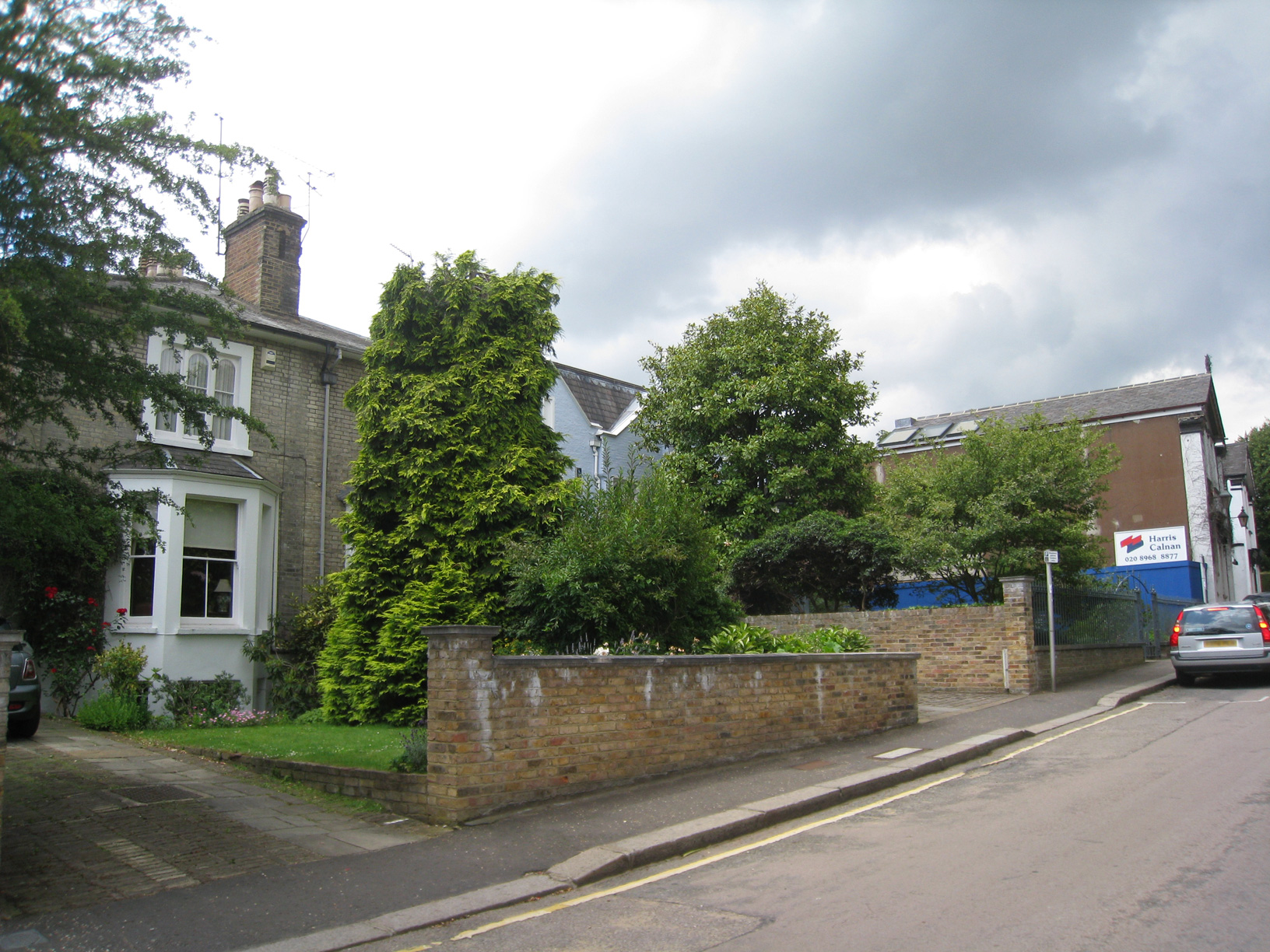
منظر للمباني في بارك رود، ريتشموند، المرتبطة بقتل جوليا مارثا توماس. (يسار : منازل مايفيلد السابقة، حيث وقعت الجريمة ؛ مركز خلف الأشجار، منزل عالم الطبيعة السير ديفيد أتينبورو ؛ إلى اليمين، حانة هول إن ذا وول السابقة، حيث تم اكتشاف جمجمة توماس في 22 أكتوبر 2010)

في عام 1952، اشترى عالم الطبيعة ديفيد أتينبورو وزوجته جين منزلاً يقع بين منازل مايفيلد الريفية السابقة (التي لا تزال قائمة حتى اليوم) وحانة هول إن ذا وول .  أغلقت الحانة في عام 2007 وسقطت في الإهمال ولكن اشترتها أتينبورو في عام 2009 لإعادة تطويرها. 
في 22 أكتوبر 2010، كشف العمال الذين يقومون بأعمال التنقيب في الجزء الخلفي من الحانة القديمة عن «جسم دائري غامق»، تبين أنه جمجمة امرأة. تم دفنه تحت الأسس التي كانت قائمة منذ 40 عامًا على الأقل في موقع إسطبلات الحانة. تم التكهن على الفور بأن الجمجمة كانت هي الرأس المفقود لجوليا مارثا توماس، وطلب قاضي التحقيق من شرطة ريتشموند إجراء تحقيق في هوية وظروف وفاة صاحب الجمجمة. 
يعود تأريخ بالكربون الذي تم تعقبه في جامعة أدنبرة للجمجمة بين عام 1650 وعام 1880، في حين تشير الحقيقة أنه تم ترسبه فوق طبقة من البلاط الفيكتوري إالذي ينتمي إلى نهاية هذا العصر. كان لدى الجمجمة علامات كسر متوافقة مع رواية ويبستر عن إلقاء توماس على الدرج، وتبين أن مستويات الكولاجين منخفضة، بما يتفق مع كونها مغلية. في يوليو 2011، خلص الطبيب الشرعي إلى أن الجمجمة كانت بالفعل عبارة عن توماس. لم يكن اختبار الحمض النووي ممكنًا لأنها ماتت بلا أطفال ولا يمكن تتبع أقرباء لها ؛ بالإضافة إلى ذلك، لم يكن هناك أي سجل لمكان دفن بقية جسدها. 
تم دفن الجمجمة في قبر غير محددة في مقبرة ريتشموند في 24 أغسطس 2011.
سجل الطبيب الشرعي قرارًا بالقتل غير القانوني، وحل محله الحكم المفتوح المسجل في عام 1879. قُدم سبب وفاة توماس على أنه الخنق وإصابة في الرأس. ووصفت الشرطة النتيجة بأنها "مثال جيد على كيفية تعاون عمل المباحث القديم الجيد والسجلات التاريخية والتقدم التكنولوجي لحل" لغز بارنز ". 

## ببليوغرافيا
- Bailey, Brian J. (1993). Hangman: from Ketch to Pierrepoint, 300 years of execution (بالإنجليزية). London: True Crime. {{استشهاد بكتاب}}: الوسيط |ref=harv غير صالح (help) and الوسيط غير المعروف |الرقم المعياري= تم تجاهله يقترح استخدام |ردمك= (help)
- Carver, Stephen James (2003). The life and works of the Lancashire novelist William Harrison Ainsworth, 1850–1882 (بالإنجليزية). Lewiston, NY: Edwin Mellen Press. {{استشهاد بكتاب}}: الوسيط |ref=harv غير صالح (help) and الوسيط غير المعروف |الرقم المعياري= تم تجاهله يقترح استخدام |ردمك= (help)
- Castleden, Rodney (2005). Serial Killers: They Live to Kill (بالإنجليزية). London: Time Warner. {{استشهاد بكتاب}}: الوسيط |ref=harv غير صالح (help) and الوسيط غير المعروف |الرقم المعياري= تم تجاهله يقترح استخدام |ردمك= (help)
- Conley, Carolyn (2006). Certain other countries: homicide, gender, and national identity in late nineteenth-century England, Ireland, Scotland, and Wales (بالإنجليزية). Columbus, OH: Ohio State University Press. {{استشهاد بكتاب}}: الوسيط |ref=harv غير صالح (help) and الوسيط غير المعروف |الرقم المعياري= تم تجاهله يقترح استخدام |ردمك= (help)
- D'Cruze, Shani; Walklate, Sandra; Pegg, Samantha (2006). Murder: Social and historical approaches to understanding murder and murderers (بالإنجليزية). Cullompton, Devon: Willan Publishing. {{استشهاد بكتاب}}: الوسيط |ref=harv غير صالح (help) and الوسيط غير المعروف |الرقم المعياري= تم تجاهله يقترح استخدام |ردمك= (help)
- Gaute, J.H.H.; Odell, Robin (1983). Lady Killers (بالإنجليزية). Bath, England: Chivers Press. p. 83. {{استشهاد بكتاب}}: الوسيط |ref=harv غير صالح (help) and الوسيط غير المعروف |الرقم المعياري= تم تجاهله يقترح استخدام |ردمك= (help)
- Gribble, Leonard Reginald (1957). Famous judges and their trials: a century of justice (بالإنجليزية). London: J. Long. {{استشهاد بكتاب}}: الوسيط |ref=harv غير صالح (help)
- O'Donnell, Elliot (1925). The Trial of Kate Webster (بالإنجليزية). Edinburgh: William Hodge & Company. {{استشهاد بكتاب}}: الوسيط |ref=harv غير صالح (help)
- Oldman, James (2006). Trial by jury: the Seventh Amendment and Anglo-American special juries (بالإنجليزية). New York: NYU Press. {{استشهاد بكتاب}}: الوسيط |ref=harv غير صالح (help) and الوسيط غير المعروف |الرقم المعياري= تم تجاهله يقترح استخدام |ردمك= (help)
- Rudd, George Henry (1916). "Kate Webster's Revenge". In Wood, Walter (ed.). Survivors' Tales of Famous Crimes (بالإنجليزية). London: Cassell & Company. {{استشهاد بكتاب}}: الوسيط |ref=harv غير صالح (help)
- Wilson, Patrick (1971). Murderess: A study of the women executed in Britain since 1843 (بالإنجليزية). London: Michael Joseph. {{استشهاد بكتاب}}: الوسيط |ref=harv غير صالح (help) and الوسيط غير المعروف |الرقم المعياري= تم تجاهله يقترح استخدام |ردمك= (help)

## الروابط الخارجية
- The Barnes Mystery
- The Murderess and the Hangman – a biographical novel by Matt Fullerty about the murder and Webster's trial.
- Deadly Women: Kate Webster على يوتيوب – September 2011 قناة ديسكفري documentary about the case
- Transcript of Kate Webster's trial at the Old Bailey